# 2区 (ホーチミン市)
2区（にく、ベトナム語：Quận 2 / 郡𠄩）はホーチミン市にかつて存在した区の1つ。サイゴン川によって分断されている場所柄、以前は最も貧しい地区の1つであった。
トゥーティエム（Thủ Thiêm / 首添）橋とトゥーティエムトンネルの建設が公表されてからは、市の将来有望な地域として見られるようになった。
トゥーティエムトンネルによって、市の中心部である1区と結ばれている。
2020年12月9日に9区・トゥドゥック区と合併してトゥドゥック市となり消滅した。

## 行政
2区は11の坊（Phường）を管轄していた。住所表記では坊が略称で書かれることが多い（例：Phường An Lợi Đông → P. A L Đ）
- アンロイドン（An Lợi Đông / 安利東）
- アンカイン（An Khánh / 安慶）
- アンフー（An Phú / 安富）
- ビンアン（Bình An / 平安）
- ビンカイン（Bình Khánh / 平慶）
- ビンチュンドン（Bình Trưng Đông / 平徵東）
- ビンチュンタイ（Bình Trưng Tây / 平徵西）
- カットライ（Cát Lái / 吉來）
- タオディエン（Thảo Điền / 草田）
- トゥーティエム（Thủ Thiêm / 守僉）
- タインミーロイ（Thạnh Mỹ Lợi / 盛美利）